# Steven Anderson
Steven Lee Anderson (ur. 24 lipca 1981 w Sacramento) – amerykański pastor i założyciel kościoła Faithful Word Baptist Church w Tempe w Arizonie. Twórca ruchu New Independent Fundamental Baptist. Znany ze swoich kontrowersyjnych wypowiedzi na temat kary śmierci za homoseksualizm. Zasłynął w mediach, gdy wygłosił kazanie, w którym powiedział, że modli się, aby ówczesny prezydent Stanów Zjednoczonych, Barack Obama, umarł na „raka mózgu” i poszedł do piekła.

## Życiorys

### Młodość
Steven Anderson urodził się 24 lipca 1981 w Sacramento, stolicy Kalifornii. Wychowywał się w konserwatywnej rodzinie niezależnych baptystów. Uczęszczał do 7 różnych szkół chrześcijańskich, a przez rok uczony był w domu. Uczęszczał do Woodcreek High School w Roseville w Kalifornii. W wieku 18 lat podróżował po Niemczech oraz Europie Wschodniej, gdzie służył w lokalnych Kościołach baptystycznych, nabywając doświadczenie oraz ucząc się języków. W Monachium poznał swoją żonę Zsuzsannę.

### Faithful Word Baptist Church
25 grudnia 2005 Steven Anderson utworzył Kościół baptystyczny Faithful Word Baptist Church w Tempe w Arizonie, którego został pastorem. Kościół głosi zbawienie z łaski, tylko przez wiarę, praktykuje chrzest przez zanurzenie, uczy o dosłowności piekła jako miejsca wiecznej męki i należy do ruchu „Tylko Król Jakub”.
W 2017 roku utworzył ruch New Independent Fundamental Baptist będący odpowiedzią na liberalizm obecny w innych Kościołach niezależnych baptystów.
Kościół został określony przez Southern Poverty Law Center jako grupa nienawiści ze względu na swoje poglądy wobec homoseksualizmu.

### Życie prywatne
Steven Anderson ma żonę Zsuzsannę, którą poznał w listopadzie 1999 roku będąc w Monachium. Była ona wychowywana w rodzinie katolickiej, jednak potem została agnostyczką. Po poznaniu Andersona przyjęła jego wiarę. W sierpniu 2000 roku wzięli ślub. Według stanu na czerwiec 2022 roku mają 12 dzieci.

## Poglądy
Pastor znany jest z kontrowersyjnych poglądów. Uważa, że homoseksualizm powinien być karany śmiercią, zgodnie z Kpł 20,13. Głosi także, iż skłonność homoseksualna jest karą od Boga za jego odrzucenie, powołując się na Rz 1,18-28, a co za tym idzie homoseksualiści utracili szansę na zbawienie. Przekonywał, że zabicie homoseksualistów umożliwiłoby życie w świecie wolnym od AIDS. Po strzelaninie w klubie gejowskim w Orlando 12 czerwca 2016 roku powiedział: „Dobra wiadomość jest taka, że jest 50 pedofilów mniej na tym świecie, bo ci homoseksualiści to banda obrzydliwych zboczeńców i pedofilii”.
Oskarżony o antysemityzm przez Ligę Antydefamacyjną z powodu swoich poglądów na temat Żydów (zarówno narodu, jak i religii). Umieścił on w serwisie YouTube wideo pod tytułem The Holocaust Hoax Exposed, w którym uzasadniał, że zagłada Żydów jest kłamstwem. Nagrał też film dokumentalny Marching to Zion, w którym m.in. wiązał żydowskiego mesjasza z biblijnym Antychrystem.

### KazanieWhy I Hate Barack Obama
Kościół przyciągnął uwagę mediów w sierpniu 2009 roku, kiedy to pastor wygłosił kazanie pod tytułem Why I Hate Barack Obama (pol. „Dlaczego nienawidzę Baracka Obamy”). Powiedział w nim, że modli się o śmierć prezydenta USA Baracka Obamy, który powinien trafić do piekła. Uzasadniał swój pogląd cytatami ze Starego Testamentu. Równolegle jednak odrzucił poparcie dla potencjalnego zamachu na prezydenta. W wywiadzie ze stacją telewizyjną KNXV-TV powiedział „Jeśli chcesz wiedzieć, jak chciałbym, aby Obama umarł, chciałbym, aby umarł śmiercią naturalną”. Uzasadnił to następująco: „Nie chcę, aby został męczennikiem. Nie potrzebujemy kolejnego święta. Chcę widzieć go umierającego jak Ted Kennedy, na raka mózgu”. Przyznał jednak homoseksualnemu felietoniście Michelangelo Signorile, że „nie sądziłby ani nie potępiał” kogoś, kto dokonał zamachu. Na koniec wywiadu z nim dodał „Jeśli jesteś homoseksualistą, mam nadzieję, że dostaniesz raka mózgu i umrzesz jak Ted Kennedy”.
Głównym powodem negatywnego nastawienia Andersona do prezydenta Obamy było jego wsparcie wobec aborcji.
Skutkiem kazania był protest grupy liczącej około 100 osób pod jego kościołem.

## Zakaz wstępu do niektórych krajów
Steven Anderson jest lub był objęty zakazem wstępu do co najmniej 34 krajów. Należą do nich: wszystkie kraje Strefy Schengen, Wielka Brytania, Irlandia, Kanada, Jamajka, Botswana, Południowa Afryka, Australia i Nowa Zelandia.
Pierwszym krajem, do którego zakazano wstępu pastorowi we wrześniu 2016 roku, była Południowa Afryka. Gdy planował wyjazd w celach ewangelizacyjnych, minister spraw wewnętrznych Malusi Gigaba nałożył na niego zakaz wstępu, uzasadniając to konstytucyjnym zakazem mowy nienawiści. Pastor uznał ten zakaz za brak wolności religijnej dodając, że nie planował mówić nic na temat homoseksualności. Krótko potem nałożono na niego zakaz wstępu do Wielkiej Brytanii, która miała być celem pośrednim do Botswany i wcześniej zakazanej Południowej Afryki. Do Botswany doleciał przez Etiopię, jednak po kilku dniach pobytu został stamtąd deportowany. On sam stwierdził w stacji radiowej, że opuszcza Botswanę dobrowolnie.
W październiku 2016 roku media poinformowały, że Anderson planował także misję do Malawi i założenie tam Kościoła, jednak tamtejszy rząd nałożył na niego zakaz. Pastor jednak temu zaprzeczył, uznając artykuły na ten temat za kłamstwo, a 10 października 2017 roku nie pozwolono mu na wjazd do Kanady.
29 stycznia 2019 roku zakazano mu wstępu na Jamajkę. Planował wtedy wyjazd w celach misyjnych wraz z 14-letnim synem, jednak nie otrzymali pozwolenia na wejście do samolotu na lotnisku w Atlancie. Zakaz ten był skutkiem petycji, pod którą podpisało się ponad 38000 osób, pomimo stosunkowo mało przychylnemu osobom LGBT prawu. 23 maja miał zaplanowaną wizytę w Amsterdamie w Holandii, jednak 1 maja sekretarz stanu, Mark Harbers oznajmił, że nie ma on pozwolenia na wjazd. Otrzymał także zakaz pobytu w całej Strefie Schengen. 26 maja zaś planował ewangelizację w Dublinie, stolicy Irlandii, jednak na podstawie petycji również zakazano mu wjazdu. W lipcu 2019 roku nie pozwolono mu na wylot do Australii, a z kolei 7 sierpnia odrzucono jego wniosek o wizę do Nowej Zelandii, gdy planował misję w listopadzie w Auckland i Christchurch.